# Novosedly (Břeclavi járás)
Novosedly település Csehországban, Břeclavi járásban. Novosedly Dobré Pole, Jevišovka, Drnholec, Brod nad Dyjí és Nový Přerov településekkel határos. Lakosainak száma 1355 fő (2024. január 1.).

## Népesség
A település lakosságának változását az alábbi diagram mutatja:
| Lakosok száma | 1183 | 1364 | 1427 | 1062 | 1204 | 1145 | 1174 | 1206 | 1278 | 1355 |
|               | 1869 | 1890 | 1921 | 1950 | 1980 | 2001 | 2017 | 2019 | 2022 | 2024 |